# TV3
TV3 é um canal de televisão da Catalunha. Ela pertence a Televisión de Catalunya, subsidiária da CCMA. TV3 tem programas e transmissões somente em catalão, com uma faixa dupla opcional na língua original para algumas séries de língua estrangeira e filmes. TV3 é também membro fundador do Forta, a Federação das Organizações Autônomas de Rádio e Televisão de Espanha.

## História
A TV3 começou a emitir o seu julgamento em 11 de setembro de 1983 (o Dia Nacional da Catalunha), mas suas emissões regulares começaram alguns meses depois, no dia 16 de janeiro de 1984. A TV3 foi o primeiro canal de televisão a transmitir apenas em catalão. Em 1985, A TV3 expandiu sua cobertura para Andorra, Catalunha Norte, as ilhas Baleares e na Comunidade Valenciana. Um ano depois, A TV3 inaugurou sua nova sede em Sant Joan Despí, perto de Barcelona.
Desde 1987, a TV3 tem transmitido um segundo canal de áudio em quase todas as séries língua estrangeira e filmes com o áudio original do programa, primeiro usando o sistema Zweikanalton e usando atualmente NICAM. Local séries e filmes são geralmente transmitido em estéreo NICAM, embora às vezes uma faixa narração em áudio para cegos e deficientes visuais telespectadores é fornecido em seu lugar. Em outras ocasiões, uma linguagem completa Aranese é fornecido.
Em 1988, A TV3 iniciou um processo de descentralização, os programas de radiodifusão primeiro na língua Aranese de Val d'Aran e, um ano mais tarde, abrindo filiais em Tarragona, Girona e Lleida e criando as Comarcas Telenoticies, um programa de notícias regionais de transmissão em simultâneo quatro edições diferentes, uma para cada uma das quatro províncias catalão.
Em 1995, Televisión de Catalunya lançado TVCi, um canal de satélite que transmite uma selecção de programas TV3 embora os satélites Astra e Hispasat (nomeado TV3cat de junho de 2009).
Em 2002 iniciou as suas transmissões no sistema de televisão digital terrestre. TV3 introduziu recentemente o formato widescreen para alguns de seus programas e lançou um ensaio de alta definição do canal de televisão em 23 de abril de 2007, sendo a primeira empresa de radiodifusão na Espanha para usar ambos os formatos.

## Atualmente na TV3
A TV3 é líder em audiência na Catalunha. No topo da lista é o programa de notícias diárias, Telenotícies. A telenovela diária El Cor de la Ciutat é o programa de ficção mais assistido na Catalunha, principalmente entre o público feminino, atraindo cerca de 28-33% da audiência com até 40% sobre season finales, seguido de sátira política programa Polônia, com uma quota de cerca de 28%.
Segundo Consell de l'Audiovisual de Catalunya (Conselho Audiovisual da Catalunha) O relatório de 2006, as pessoas pensam TV3 da Catalunha a ser o canal mais politicamente imparcial, o que melhor informa, e aquele com a melhor família e esportes programação. Segundo o relatório é também a primeira escolha para o canal de entretenimento e com a melhor programação global.
Programação atual TV3 contém programas informativos, diário (Telenotícies) e semanal Aéreas (Entre, 30 minutos, ficció Sense), auto-produção da série (El Cor de la Ciutat, Ventdelplà, infiéis), a série dublada internacionais (atualmente Rex, Mysterious Ways , Huff, Close to Home, Sheena), de manhã e talk-shows (Els Matins - cerca de 22% de participação, El Club - cerca de 22% partes [5]), programas de humor (Polónia, Cracóvia), mostra zapping (Alguna pregunta més , Zona zaping), programas de culinária (Cuines), programas de desporto (Temps d'aventura, Gol a gol), documentários e programas de Ecologia (Espai Terra, El Medi Ambient) mostra, game (Bocamoll), bem como filmes e transmissões de eventos desportivos (La Liga partidas, das corridas de F1).

## TV3CAT
TV3 CAT é o canal internacional da Televisió de Catalunya (TVC), ou seja, a televisão pública catalana que pertence à Corporació Catalana de Mitjans Audiovisuals. O canal iniciou as suas emissões no dia 10 de Setembro de 1995 e actualmente emite para todo o continente europeu através do satélite Astra 1L, no continente americano através do satélite Hispasat e nas Ilhas Baleares através da TDT. Para além disso, na Europa e na América o canal encontra-se também disponível em algumas plataformas de televisão por cabo e pode ver-se em todo o mundo através da internet.
O canal tem como objectivo aproximar a televisão e cultura catalãs a quem reside fora da Catalunha, tanto em Espanha como na Europa e na América, bem como ao resto de cidadãos destas zonas, além de ser o canal escolhido para a reciprocidade entre Catalunha, as Ilhas Baleares e a Comunidade Valenciana para a televisão digital terrestre (TDT) destas zonas.
A sua programação baseia-se principalmente em conteúdos de produção própria dos canais da Televisió de Catalunya.

## Audiência
| Ano  | Janeiro | Fevereiro | Março | Abril | Maio  | Junho | Julho | Agosto | Setembro | Outubro | Novembro | Dezembro | Média anual |
| ---- | ------- | --------- | ----- | ----- | ----- | ----- | ----- | ------ | -------- | ------- | -------- | -------- | ----------- |
| 1989 | -       | -         | -     | -     | -     | -     | -     | -      | -        | -       | -        | -        | 29,9%       |
| 1990 | -       | -         | -     | -     | -     | -     | -     | -      | -        | -       | -        | -        | 26%         |
| 1991 | -       | -         | -     | -     | -     | -     | -     | -      | -        | -       | -        | -        | 22%         |
| 1992 | -       | -         | -     | -     | -     | 22,4% | -     | -      | -        | -       | -        | -        | 19%         |
| 1993 | -       | -         | 23,1% | -     | -     | -     | -     | -      | 20,4%    | -       | -        | -        | 19,2%       |
| 1994 | -       | -         | -     | -     | -     | -     | -     | -      | -        | -       | -        | 23,2%    | 22,5%       |
| 1995 | -       | -         | -     | -     | -     | -     | -     | -      | 21,9%    | -       | -        | -        | 21,4%       |
| 1996 | -       | -         | 19,3% | 20,2% | 19,8% | -     | -     | -      | -        | 18,8%   | 19,6%    | -        | 19,1%       |
| 1997 | 21,4%   | 22,4%     | 21,9% | 21,6% | 22,1% | 21,5% | 21,3% | 22,2%  | -        | 22,3%   | 23%      | -        | 22%         |
| 1998 | 23,5%   | 23,1%     | 24,9% | 25,7% | 22,9% | 20,1% | 21,8% | 24,4%  | 23,8%    | 24%     | 24,2%    | 23,9%    | 23,6%       |
| 1999 | 22,7%   | 23%       | 23,3% | 22,5% | 22,8% | 21,9% | 19,9% | 22,6%  | 22,3%    | 21,3%   | 21,2%    | 21,1%    | 22,1%       |
| 2000 | 21%     | 21,5%     | 22,1% | 21,9% | 20,7% | 19,5% | 19,2% | 21,2%  | 20,6%    | 22,1%   | 21,9%    | 22,6%    | 21,2%       |
| 2001 | 22,5%   | 23%       | -     | 21,2% | 21,4% | 20,9% | 20,9% | 19,9%  | 20,8%    | 22,2%   | 23,2%    | 23,1%    | 21,8%       |
| 2002 | 22%     | 21,9%     | 21%   | 21,1% | 22,1% | 20,4% | 22%   | 21,3%  | 21,9%    | 20,9%   | 21,3%    | 21%      | 21,4%       |
| 2003 | 21,7%   | 22%       | -     | -     | 21,3% | 21,9% | 20,6% | 20,3%  | 20,1%    | 20,5%   | 20,2%    | 21,1%    | 21,1%       |
| 2004 | 20,3%   | 19,8%     | 21,1% | 19,6% | 19,7% | 18,7% | 18,4% | 18,6%  | 19,9%    | 19,8%   | 20,9%    | 20,9%    | 19,9%       |
| 2005 | 20,5%   | 20,6%     | 20,9% | 20%   | 19,9% | 18,9% | 18,2% | 19,5%  | 19,5%    | 19%     | 18,9%    | 18,9%    | 19,6%       |
| 2006 | 19,5%   | 19,6%     | 19,6% | 17,7% | 18,7% | 17,6% | 18,4% | 18,3%  | 18,3%    | 16,9%   | 17,6%    | 17,7%    | 18,2%       |
| 2007 | 17,2%   | 17,1%     | 17,6% | 16,9% | 16,4% | 16,2% | 15,6% | 14,9%  | 16,2%    | 17%     | 17,2%    | 16,6%    | 16,6%       |
| 2008 | 15,8%   | 15,2%     | 15%   | 14,6% | 14,5% | 13,7% | 13,5% | 11,9%  | 14,7%    | 15,3%   | 14,6%    | 15,3%    | 14,6%       |
| 2009 | 15,5%   | 14,7%     | 15%   | 14,5% | 16,6% | 14,3% | 12,9% | 11,8%  | 13,3%    | 13,9%   | 14,6%    | 15,9%    | 14,5%       |
| 2010 |         |           |       |       |       |       |       |        |          |         |          |          |             |